# Jacques Prévert
Jacques André Marie Prévert (Neuilly-sur-Seine, 4 febbraio 1900 – Omonville-la-Petite, 11 aprile 1977) è stato un poeta e sceneggiatore francese.

## Biografia
Jacques Prévert nasce da una famiglia borghese ma con gravi problemi finanziari, secondogenito del letterato André Louis Marie Prévert e di Marie Clémence Catusse. Suo nonno, definito Auguste-le-Sévère, era cattolico integralista reazionario con simpatie monarchiche, e come tale incarnava ogni difetto detestato dal giovane Jacques. Suo padre André, che aveva perso il suo lavoro come assicuratore e si era trasferito a Parigi in Rue de Vaugirard dovendosi accontentare di un alloggio senza acqua corrente, lavorava nell'Ufficio di opere di beneficenza e talvolta si faceva accompagnare dal figlio adolescente nei quartieri poveri della città. In questo contesto si forma la coscienza civile e la creatività di Jacques Prevert: amore per la Parigi popolare e rifiuto della miseria, ribellione alle istituzioni, rifiuto della religione. Nei giorni festivi la famiglia si recava al vicino Jardin du Luxembourg, dove il ragazzo scopre per la prima volta gli impressionisti.

### L'adesione al surrealismo
Prévert si dimostra fin dalla più giovane età amante della lettura e dello spettacolo, ma abbandona la scuola nel 1914, dopo aver ottenuto il diploma di scuola primaria. Comincia a lavorare come fattorino per i grandi magazzini e commette anche qualche piccolo reato, ma non viene scoperto dalla polizia. Nel 1920 inizia il servizio militare e raggiunge il suo reggimento a Lunéville, dove conosce "Roro", un ragazzo di Orléans e il pittore dadaista Yves Tanguy. Con essi forma un affiatato trio. Nel 1921, inviato a Istanbul, conosce Marcel Duhamel, attore, traduttore, sceneggiatore. Duhamel ospita Prévert, Tanguy e altri amici in una povera abitazione nel quartiere di Montparnasse, al 54 di rue du Château, trasformandola in una sorta di dimora collettiva che presto diventa il punto di riunione del movimento surrealista. L'adesione di Prévert al suurealismo risale al 1925, ma è del 1930 il suo testo Mort d'un Monsieur, pubblicato nel pamphlet Un Cadavre, in cui, dichiarando il suo dissenso da André Breton, conferma la fuoruscita da questo movimento. Contemporaneamente comincia a lavorare con suo fratello Pierre per le sceneggiature di alcuni film rimasti celebri nella storia del cinema francese.

### L'attività teatrale
Tra il 1932 e il 1936 Prévert svolge un'intensa attività teatrale, lavorando con la compagnia Gruppo d'Ottobre, della Federazione Teatro Operaio, che intende promuovere un "teatro sociale". Per il gruppo "Ottobre", Prévert crea Marche ou crève (Marcia o muori), un inno diventato popolare anche in Italia. Scrive La Bataille de Fontenoy (La battaglia di Fontenoy) che venne rappresentata a Mosca nel 1933 durante un'Olimpiade internazionale del Teatro Operaio alla quale partecipa anche come attore.

### L'attività cinematografica

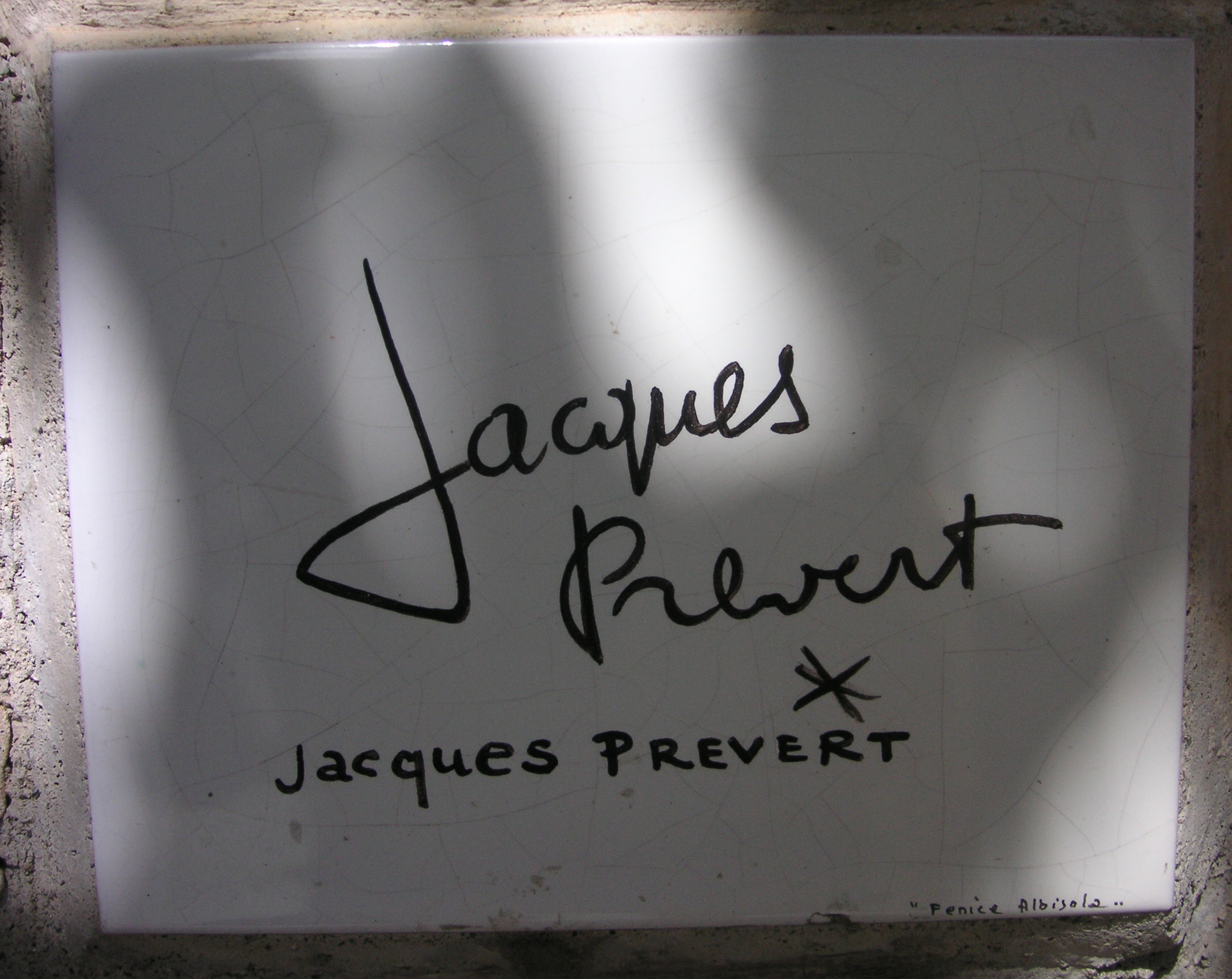
Piastrella autografata da Prévert sul muretto di Alassio

Nel 1932 scrive il testo e la sceneggiatura di L'affaire est dans le sac (L'affare è fatto), diretto da suo fratello Pierre e di alcuni altri film, tra cui L'Hôtel du libre échange (L'albergo del libero scambio) diretto da Marc Allégret (1934), Un oiseau rare diretto da Richard Pottier (1935), Le Crime de monsieur Lange (Il delitto del signor Lange), diretto da Jean Renoir (1936). Nel 1937 collabora con Marcel Carné e scrive per il regista il copione di Drōle de drame (Lo strano dramma del dottor Molyneux) e nel 1938, dopo un soggiorno di un anno negli Stati Uniti a Hollywood, si fa riformare dal servizio militare perché rifiuta l'idea di imbracciare un fucile. Si trasferisce a Saint Paul de Vence, in zona non occupata, dove Joseph Kosma, il fotografo Trauner e molti altri lo raggiungono per collaborare alla realizzazione dei film. Si innamora di Janine Tricotet e realizza per lei il suo primo collage, Portrait de Januine. Alla fine della seconda guerra mondiale, nel 1945, fa ritorno a Parigi, dove continua a lavorare per il cinema con Carné per Les Enfants du paradis (Amanti perduti) e con altri cineasti per numerosi altri film.

### L'attività letteraria
Nel 1946 pubblica la sua prima e più celebre raccolta di poesie, Paroles con l'edizione curata da René Bertelé per le edizioni Point du Jour. Nello stesso anno nasce sua figlia Michèle, che lui soprannomina Minette. 
Quando apparve Paroles, tutti rimasero piacevolmente colpiti e non solo da parte della letteratura engagé che già conosceva le sue poesie per averle lette sulle pagine delle riviste letterarie, ma anche da parte di coloro che glorificando solamente le sue esperienze complementari, come quella del cinematografo, ritenevano Prévert non altro che un autore di versi per canzonette in voga. Le parole alle quali Prévert si affida sono audaci e l'accostamento che crea tra di esse può sembrare a volte brutale o polemico o blasfemo, ma invece è molto più saggio di quanto possa apparire. Anche i classici inventaires non sono banali ma costruiti su ritmi e sospensioni, su ragionamenti profondi che, pur alternando gli elementi più disparati, vengono fissati da una forte partecipazione e osservazione acuta del mondo che lo circonda.
Nello stesso periodo Prévert riprende la sua attività teatrale con la rappresentazione di un balletto al quale collabora anche Pablo Picasso e pubblica alcuni testi dedicati a lui (Promenade de Picasso e Lanterne magique de Picasso) Lavora intanto alla sceneggiatura di alcuni film, tra cui La Bergère et le ramoneur (La pastorella e lo spazzacamino) per Paul Grimault che sarà ripreso nel 1979 e darà vita a un cartone animato dal titolo assolutamente fantastico: Le Roi et l'Oiseau, Notre Dame de Paris di Jean Delannoy e La fleur de l'age, che rimase incompiuto e segnò la fine della collaborazione con Carné. Scrisse intanto numerosi testi per bambini che furono realizzati dal fratello Pierre e verranno rappresentati in televisione.

### L'incidente
Il 12 ottobre 1948 Prévert cade da una finestra degli uffici della Radio, precipitando sul marciapiede di Champs-Elysées; rimane in coma per diverse settimane. Ripresosi, si trasferisce con la moglie e la figlia a Saint-Paul-de-Vence, dove resta fino al 1951. Durante la convalescenza pubblica Contes de Boccace, illustrata da Marc Chagall. Scrive nel frattempo un nuovo soggetto, Les Amants de Vérone, per il regista André Cayatte, e pubblica una nuova edizione del suo best seller Paroles, la raccolta Spectacle (1951) e La Grand Bal du Printemps.

### Il collage e l'ultima produzione letteraria
Nel 1955 ritorna a Parigi, si installa a Cité Veron, alle spalle del Moulin Rouge; suoi vicini di casa saranno Boris e Ursula Vian. Pubblica una nuova raccolta di poesie, La pluie et le beau temps, e si dedica a una nuova attività artistica, quella del collage, che esporrà nel 1957 alla galleria Maeght a Parigi in rue du Bac. Nel 1956 il poeta pubblica il volume Miró con G. Ribemont-Dessaignes, corredato da riproduzioni di opere di Miró. Nel 1959 pubblica Portraits de Picasso, con una raccolta di foto dell'artista scattate da André Villers. Nel 1962 pubblica Diurnes con découpages eseguiti ancora da Picasso. 
Nel 1963 pubblica un nuovo volume di poesie, Histoires, et d'autres histoires ed espone 112 suoi collage al Castello Grimaldi di Antibes e alla galleria Knoedler di Parigi. L'anno successivo esce Les chiens ont soif, con litografie di Max Ernst. Nel 1966 viene data alle stampe Fatras, con 57 suoi collage, che è uno degli ultimi libri di Prévert che conclude in modo ideale il lungo itinerario percorso; nel 1968 esce Varengeville con riproduzioni di opere di Georges Braque; l'esplosione della contestazione giovanile lo vede simpatizzante dei movimenti studenteschi e operai.
I suoi lavori continuano con Fêtes, con acqueforti di Alexander Calder (1971), Choses et autres e Hebdomadaires in collaborazione don André POzner (1972), Adonides con stampe di Joan Mirò, dato alle stampe nel 1975 ma pubblicato postumo solo tre anni dopo.
Jacques Prévert muore a Omonville-la-Petite l'11 aprile del 1977 a causa di un tumore ai polmoni.

## Poetica
Quando apparve l'opera di Prévert, in Francia si pensò che fosse nato il poeta che avrebbe risollevato le sorti della poesia francese moderna. Una poesia, quella di Prévert venuta alla luce sotto l'influenza del surrealismo e via via, durante il corso degli anni, modificatasi con continue accensioni di non facili qualità. Prévert passa nella sua poesia dal gioco attento dell'intelligenza al controllo della sensibilità, dall'uso scanzonato dell'ironia a una semplicità di espressione che a volte, a un lettore superficiale, può sembrare sfiorare la banalità. Egli partecipa in modo sentimentale ai climi poetici affrontati ma anche con rigorosa obbedienza a un simbolismo di alta scuola francese, sempre alla ricerca di un ritmo che non si discosta mai dal linguaggio comune. La poesia prevertiana è di una facilità pericolosa perché ricca di ritmi interni, di giochi di parole, di calembour, di diverse situazioni psicologiche che sono lo specchio di questo grande poeta francese.
La sua poesia è scritta per essere rivissuta come in un déjà vu, è parte della vita. Ciò che esce con prepotenza è il concetto di amore come unica salvezza del mondo, un amore implorato, sofferto, tradito, ma alla fine sempre ricercato. Una gioia che coincide con la nascita e con la vita, e a sua volta con la primavera le grand bal du printemps e anche con la figura del bambino, la sua semplicità e gioia che si ribella alle istituzioni, come la scuola, quel posto dove "si entra piangendo e si esce ridendo".
Il ribellarsi alle istituzioni e la voglia estrema di libertà si ritrova pienamente nell'immagine dell'uccello, più volte presente nella poesia di Prévert. L'amore non si può incatenare o forzare, è quanto di più spontaneo esista al mondo, chiunque provi a istituzionalizzarlo o a sottometterlo finisce inevitabilmente per perderlo "je suis allé au marché aux esclaves mais je ne t'ai pas trouvée mon amour", anzi quando si prova l'amore, quello vero non vi è neanche il desiderio di incatenarlo: è spontaneo, libero, come quello de I ragazzi che si amano. Il germe della gioia c'è sempre; il male, per quanto possa aver preso il sopravvento in tutte le sue forme (la guerra in primis) non riesce a essere totalizzante, "tout le monde ne peut pas tuer tout le monde, croyez en ma vielle expérience. et alors tout saccagé qu'il est le grand bal du printemps peut-etre ne fait que recommencer", e il poeta lo fa notare.

### Il motivo polemico
La poesia di Prévert nasce con intento polemico e da una continua lotta al più deleterio conformismo, e sfocia in una satira violenta, specialmente nelle poesie più impegnate in cui non sembra esserci posto per i sentimentalismi. Le parole di Prévert, dettate da un amore spontaneo, sanno esprimere la forza del rimpianto, della violenza, dell'ironia, della tenerezza, della vendetta e dell'amore e non sono altro che le parole alle quali l'uomo comune dedica la propria vita.

### L'humor
Le sue "histoires" sono sempre formulate attraverso un ben preciso gioco di parole che possono sembrare a volte strane, a volte banali, a volte coltissime, oppure tramite un'imprevedibile improvvisazione che sfocia nell'humor. Ma, anche nei divertissement, Prévert ha la sua polemica da far valere a volte anche a scapito del risultato poetico, vizio tipico di quei poeti francesi rivoluzionari che non accettano compromessi letterari per difendere le loro idee, come il clochard non accetta compromessi sulla sua stessa professione.

### Il poeta anarchico
Prévert può considerarsi un anarchico che sconfina con le sue parole nel regno della bestemmia e dell'ingiuria, ma la sua non è altro che la voce del cittadino che protesta. I temi sono dunque quelli comuni come la collera istintiva contro chi comanda e fa le leggi, contro i finti moralisti, contro chi trama e vuole le guerre, contro chi giudica.

### I personaggi
I personaggi delle poesie di Prévert sono quelli incontrati a Rue de Seine e a Lehan de Catzi, sulle panchine delle Tuileries, nei bistrò, nelle squallide pensioni di Clichy, sui lungosenna, là dove sono di casa l'amore e la miseria, ma non sono mai personaggi anonimi perché ognuno ha il suo problema da risolvere entro la sera, la sua risata contro chi comanda, un figlio da piangere, un amore da ritrovare, un ricordo e una speranza.

### Poesie-chansons
Le poesie di Prévert o meglio le sue "tranches de vie" si offrono facilmente a un'interpretazione musicale perché non si allontanano molto dallo schema tradizionale delle chanson tipicamente francesi senza far sì che questo ne diminuisca il valore soprattutto se si pensa che nei tabarins e nelle strade di Parigi hanno raccolto consensi Le Dormeur du Val di Arthur Rimbaud, Le pont Mirabeau e Les saltimbanques di Guillaume Apollinaire, Si tu t'imagines di Queneau.

## Opere
- Tre fiammiferi accesi.
- Paroles, 1946, raccolta che include la celebre poesia Barbara.
- Spectacles, 1951.
- La pluie et le beau temps, 1951.
- Histoires, et d'autres histoires, 1963.
- Arbres, 1976.
- Soleil de nuit, postumo, 1980.
- Déjeuner du matin.
- Les enfants qui s' aiment
- Poesie, Modena, Guanda, 1960.
- Il Prévert di Prévert, Milano, Feltrinelli, 1967 [antologia di testi tratti da: Paroles, Spectacle, La pluie et le beau temps].
- Immenso e rosso. (Il Prévert di Prévert, II), Milano, Feltrinelli, 1967 [antologia di testi tratti da: Paroles, Spectacle, La pluie et le beau temps].
- Piccole Pièce. Edizioni Primavera, 2021 collana "i gabbiani"  (5 testi teatrali ancora inediti in Italia).

### Gran ballo di Primavera
Gran Bal du Printemps nasce dalla felice unione artistica di Prévert e del fotografo Izis Bidermanas, un ebreo lituano arrivato ventenne a Parigi. A Iziz è intitolata la prima poesia della raccolta, e Iziz era il soprannome dell'amico fotografo le cui immagini accompagnavano le poesie di Gran ballo di Primavera nella prima edizione del libro La Guilde du livre, edizione fuori commercio, Losanna, 1951. L'editore Gallimard nel 1976, riunì questa raccolta in Charmes de Londres (Incanti londinesi) privandola delle foto e facendone un libro di poesie autonomo.
Prévert e Izis non solo usavano mezzi comuni, dall'immagine visiva e verbale, ma condividono l'immagine di un mondo. L'immagine del "mercante d'immagini" e del "suonatore ambulante" della poesia in apertura del volume è Izis ma è prima di tutto il poeta stesso. Entrambe le raccolte, Il gran ballo di Primavera e Incanti londinesi, sono l'invito a un viaggio non tanto della bellezza artistica, quanto di quella umana. Le poesie della raccolta Il gran ballo di Primavera sono pervase dalla musica ed è questa la musica di Parigi e di Londra, è la musica delle filastrocche per bambini, è quella dei carillon delle giostre e di tutte le voci anonime che si sentono a ogni angolo di strada.

### Piccole Pièce
Questi pezzi teatrali furono composti da Prévert tra il 1932 e il 1936, negli anni in cui l’autore francese guidava gli artisti militanti del ‘groupe Octobre’ verso l’ironia e la poesia di un teatro allestito per le strade con urgenza. Ma se ancora ci parlano con la loro crudeltà, i paradossi, la magnifica distanza dal ‘politicamente corretto’, è forse per l’intenzione che ne mosse l’origine: la certezza che la vita fosse un teatro e per questo il teatro potesse cambiare il mondo denunciandone ogni ingiustizia. Pubblicati in Francia da Gallimard, sono stati tradotti e pubblicati nel 2021 da Edizioni Primavera con il titolo di "Piccole Pièce" e inseriti nella collana di letteratura teatrale per giovani lettori "i gabbiani" diretta da Federica Iacobelli. 
Piccole Pièce è l'ultima opera di Prévert pubblicata in Italia.

## Filmografia (parziale)
Prévert ha scritto i soggetti e talvolta le sceneggiature e i dialoghi dei seguenti film:
- Baleydier, regia di Jean Mamy (1932)
- Comme une carpe, regia di Claude Heymann (1932)
- L'affare è fatto (L'affaire est dans le sac), regia di Pierre Prévert (1932)
- Ciboulette, regia di Claude Autant-Lara (1933)
- Si j'étaiis le patron, regia di Richard Pottier (1933)
- Taxi de minuit, regia d'Albert Valentin (1934)
- L'Hôtel du libre échange, regia di Marc Allégret (1934)
- Un oiseau rare, regia di Richard Pottier (1935)
- Jenny, regina della notte (Jenny), regia di Marcel Carné (1936)
- Il delitto del signor Lange (Le crime de Monsieur Lange), regia di Jean Renoir (1935)
- L'assassinio del corriere di Lione (L'affaire du courier de Lyon), regia di Claude Autant-Lara e Maurice Lehmann (1936)
- La via dei brillanti (27 rue de la Paix), regia di Richard Pottier (1936)
- Moutonnet, regia di René Sti (1936)
- Lo strano dramma del dottor Molyneux (Drôle de drame), regia di Marcel Carné (1937)
- Il porto delle nebbie (Quai des brumes), regia di Marcel Carné (1938)
- Gli scomparsi di Saint-Agil (Les disparus de Saint-Agil), regia di Christian Jacque (1938)
- Ernesto il ribelle (Ernest le rebelle), regia di Christian Jacque (1938)
- Alba tragica (Le jour se lève), regia di Marcel Carné (1939)
- The Mysterious Mr Davis, regia di Claude Autant-Lara (1939)
- Tempesta (Remorques), regia di Jean Grémillon (1941)
- Une femme dans la nuit, regia di Edmond T. Gréville,(1941) - non accreditato
- Le soleil a toujours raison, regia di Pierre Billon (1941)
- L'amore e il diavolo (Les visiteurs du soir), regia di Marcel Carné (1942)
- Lumière d'été, regia di Jean Grémillon (1943)
- Adieu Leonard, regia di Pierre Prévert (1943)
- Amanti perduti (Les enfants du paradis), regia di Marcel Carné (1945)
- Silenziosa minaccia (Sortileges), regia di Christian Jacque (1945)
- Mentre Parigi dorme (Les portes de la nuit), regia di Marcel Carné (1946)
- Aubervilliers, regia di Eli Lotar, (1946)
- Voyage Surprise, regia di Pierre Prévert (1946)
- L'Arche de Noé, regia di Henry Jacques (1947)
- Le petit soldat, regia di Paul Grimault (1947)
- La fleur de l'àge, regia di Marcel Carné (1947) - incompiuto
- Gli amanti di Verona (Les Amants de Verone), regia di André Cayatte (1949)
- La vergine scaltra (La Marie du port), regia di Marcel Carné (1949) - non accreditato
- Ricordi perduti (Souvenirs perdus), regia di Christian Jacque (1950)
- Bim le petit àne, regia di Albert Lamorisse (1950)
- La pastorella e lo spazzacamino (La bergère et le ramoneur), regia di Paul Grimault (1953)
- Notre-Dame de Paris, regia di Jean Delannoy (1956)
- La Seine a rencontrè Paris, regia di Joris Ivens (1958)
- Paris la belle, regia di Pierre Prèvert (1959)
- Amori celebri (Les amours celebres), regia di Michel Boisrond (1961)
- Le Petit Claus et le Grand Claus, regia di Pierre Prèvert (1964)
- À la belle étoile, regia di Pierre Prèvert (1966)
- Le diamant, regia di Paul Grimault (1970)
- Le roi et l'oiseau, regia di Paul Grimault (1980) - nuova versione de La pastorella e lo spazzacamino